# Сасов, Михаил
Михаил Сасов — советский гребец.
Победитель игр Дружба-84.
Чемпион мира 1985 года в Бельгии, где соревновался в четвёрке с рулевым в экипаже вместе такими гребцами как Высоцкий, Зотов, Кучинскас и Романишин. Участник чемпионата мира 1986 года в Великобритании.
Чемпион СССР 1985 года (четвёрка).